# Christoph Winkler

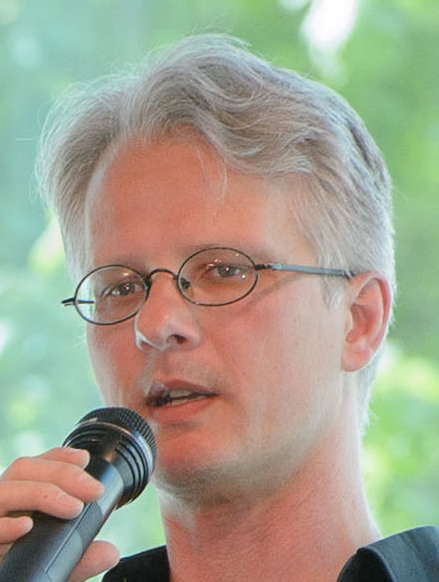
Christoph Winkler, 2015

Christoph Winkler (* 1967 in Torgau) ist ein deutscher Choreograf. Seit 1998 erarbeitete er als freischaffender Künstler in Berlin zahlreiche Tanzstücke.

## Leben
Winkler wuchs in der DDR auf. Er war als Jugendlicher mehrfacher Spartakiadesieger in Gewichtheben und Judo. Er absolvierte eine Ausbildung an der Staatlichen Ballettschule Berlin. Es folgten Auftritte als Tänzer in MTV-Videoproduktionen und Performances in Berliner Technoclubs. Anschließend studierte Christoph Winkler Choreografie an der Berliner Hochschule für Schauspielkunst „Ernst Busch“. 1998 begann er als freier Choreograf zu arbeiten. Außerdem betreibt er ein Independent-Plattenlabel für elektronische Musik.
2014 wurde Winkler mit dem Deutschen Theaterpreis Der Faust in der Kategorie „Beste Choreographie“ ausgezeichnet für das Stück Das wahre Gesicht – Dance is not enough am Ballhaus Ost. 2020 erhielt er einen Tabori Preis.
Im Mai 2022 erhielt Christoph Winkler den Deutschen Tanzpreis, gemeinsam mit dem Choreografen und Ballettdirektor Marco Goecke.

## Stationen
- 1999: Tanzfabrik Berlin: Artist in Residence
- 2002: Tanzplattform Deutschland: FAQ und The Wandering Problem
- 2002: Tanznacht Berlin: Jerusalem
- 2002: Rencontres Chorégraphiques Internationales de Seine-Saint-Denis: Jerusalem
- 2003: Residenz in Nancy: Erarbeitung von Hinter den Linien in einer Koproduktion mit CCN/Ballet de Lorraine
- 2003: ImPulsTanz Wien: Lebenslang, getanzt von Bettina Thiel und Margaret Illmann
- 2004: Tanzplattform Deutschland: Fatal Attractions
- 2004: Dance Celebration, Lyon: Homo Sacer (Live-Übertragung von ARTE)
- 2007: Gründung der Agentur Berlin GoGos - eine Agentur für professionelles Gogo-Dancing
- 2009: Choreografie für Toronto Dance Theatre
- 2010: Projekt Intradance in Kooperation mit IOD Compagnie St. Petersburg
- 2014: Faustpreis, Beste Choreographie: Das wahre Gesicht - Dance is not enough
- 2016: Faustpreis, Bester Darsteller Tanz - Aloali Tapu für das Solo Urban Soul Café
- 2016: Projekt: I lost my choreographer on the way to the dressing room - Zusammenarbeit mit Balé Teatro Guaira (Brasil)
- 2020: George Tabori Auszeichnung

## Stücke
- It's All Forgotten Now- A Performative Mixtape For Mark Fisher, 2020, 9 Tänzer, 65 Min
- Her Noise (2020), 5 Tänzer, 60 Min
- On Hela - The Color Of Cells, 2019, Solo, 60 Min
- A Hey A Ma Ma Ma, 2019, Duo, 60 Min
- The Voice That You Are - Installative Performance, 2019, 4 Tänzer, 70 Min
- Fan Fic Festival - Performancefestival, 2019
- Speak Boldly: The Julius Eastman Dance Project - in Zusammenarbeit mit dem Zafraan Ensamble, 2018, 7 Tänzer, 130 Min
- Shut Up And Dance, 2018, 3 Tänzer
- Die Bretter, Die Die Welt Bedeuten/Embawo Ezitegeza Ens, 2018, Solo
- Ernest Berk: The Complete Expressionist - Ein Tanzfonds Erbe Projekt, 2018, Rekonstruktionsarbeit, 10 Tänzer
- Routinen - Brave Kinder Tanzen Nicht, 2017, 4 Tänzer
- Black Cyborg - Or If I Had A Heart For Whom Would It Beat, 2017, Solo
- Le Roi David, 2017, Kollaboration, 2 Tänzer
- Crossing Half Of China To Sleep With You, 2017, Solo
- Sheroes, 2017,6 Tänzer
- Studies On Post-Colonialism, 2016, Series, 5 Tänzer
- The Lion And The Dragon, 2016, Duett
- Dancing Like A White Guy - The Goldberg Variations, 2016, Solo
- Can Asians Dance? - Or 7 Differences Between Classical Chinese Dance And Ballett, 2016, Solo
- Seeing Alvin Ailey, 2016, Duett
- Persisches Haar, 2016, Solo
- The Witch Dance Project- Festival, ein Tanzfonds Erbe Projekt, 2016
- Urban Soul Café, 2016, Solo
- Lost My Choreographer On The Way To The Dressing Room, 2016
- Golden Stars On Blue, 2015, 6 Tänzer
- La Fille - Portrait Eines Kindes, 2015, Solo, 60 Min
- Hauptrolle, 2014, Solo, 70 Min
- Abendliche Tänze, ein Tanzfonds Erbe Projekt, 2014, 7 Tänzer, 120 Min
- Dance Is Not Enough, 2013, 4 Tänzer, 95 Min
- Rechtsradikal, 2013, 5 Tänzer, 70 Min
- Dance!Copy!Right?, 2012, 4 Tänzer, 70 Min
- Maldoror Amped, 2011, Solo
- Baader - Choreographie Einer Radikalisierung, 2011, Solo, 60 Min
- Böse Körper, 2011, 5 Tänzer
- Taking Steps, 2010, 3 Tänzer
- Ride on Time - A Second-Hand Phrase, 2010, Solo
- True Style, 2010, 4 Tänzer
- A Taste of Ra, 2009, 6 Tänzer
- Biopics, 2009, 2 Soli, 90 Min
- Eine Geschichte, 2009, 2 Tänzer
- Saal A, 2009, Trio, 60 Min
- Posed, 2008, 4 Tänzer, 90 Min
- Zwei Zu Null, 2008, 10 Tänzer
- Tales of the Funky, 2007, 7 Performers, 110 Min
- Choreodyssee, 2007, 4 Tänzer
- Berlin Gogos, laufendes Projekt (Dvd, Performances,Etc.), seit 2006, 9 Tänzer
- Who by Fire − Über Mimese, Ziegen und andere Sündenböcke, 2006, 8 Tänzer, 70 Min
- We Are Time, 2006, Solo, 50 Min
- Charly Bagdad, 2006, Solo, 20 min
- Routines, 2006, Solo, 20 Min
- Das letzte Duett, 2006, Duett, 60 Min 8×8m
- Lazarus Sign, 2005, 8 Tänzer, 80 Min 14×10m
- Triple Bill- Eine Weisses Blatt - The Long Song - Sexualität Und Wahrheit, 2004, 3 Stücke, 60 Min
- Homo Sacer, 2004, 8 Tänzer, 60 min 14x12
- Hinter den Linien, 2003, 8 Tänzer, 70 Min, 12x10
- Politik Braucht Keinen Feind Tanzkonzert, 2004, 5 Tänzer
- They Died For Beauty, 2004, Duett, 60 Min
- Hinter Den Linien, 2003, 6 Tänzer
- Jerusalem, 2002, 6 Tänzer, 15 Min, 12x10
- Lebenslang, 2002, 2 Tänzer, 50 Min, 12x10
- Fatal Attractions, 2002, 7 Tänzer, 60 Min, 14x12
- Fatal Attractions Version One/Trio - frühe Version des Stücks "Fatal Attractions”, 2001, 3 Tänzer
- Apparat – (für Sam) (2002), 4 Tänzer, 30 Min, 10x10
- Lavinias Traum, 2002, 3 Tänzer
- Berst (2001), 6 Tänzer, 70 Min, 12x12
- Berst Solo, 2001, Solo
- Othello As A Noise Opera, 2001, 2 Tänzer
- The Wandering Problem, 2000, Solo 50 Min, 10x10
- F.A.Q. (2000), 1 Tänzerin 25 min, 9x9
- Naht, 2000, 4 Tänzer
- Studies, 1999, Solo
- Firebird Project Solo Eins, 1999, Solo
- Firebird Project Solo Zwei, 1999, Solo
- Firebird Project Solo Drei, 1999, Solo
- Nocturne, 1999
- Stumbling In The Hightechpool, 1997, 4 Tänzer
- Face L´Alarme, 1997, Solo
- Ulrich Und Agathe, 1996, 2 Tänzer
- Morgenrot, 1996, Solo